# Patricia Ward
Patricia Ward (Londra, 27 febbraio 1929 – 22 giugno 1985) è stata una tennista britannica.

## Carriera
Durante la sua carriera giunse in finale nel singolare agli Internazionali d'Italia 1954, venendo sconfitta da Maureen Connolly per 6-3, 6-0. Si rifece l'anno successivo, battendo in finale Erika Vollmer per 6-4, 6-3. Nel 1955 giunse anche in finale agli U.S. National Championships perdendo contro Doris Hart.
In doppio ha vinto gli Internazionali d'Italia 1954, in coppia con Elaine Watson e 1955, con Christiane Mercelis. Giunse in finale al Torneo di Wimbledon del 1955, in coppia con Shirley Bloomer ma perse contro Angela Mortimer e Anne Shilcock. Anni dopo, nel 1960 giunse nuovamente in finale al Roland Garros, perdendo contro la coppia composta da Maria Bueno e Darlene Hard in due set (6-2, 7-5); la sua compagna nell'occasione era la connazionale Ann Haydon Jones.
Vanta anche due vittorie nel doppio misto, sempre agli Internazionali d'Italia: nel 1953, in coppia con Vic Seixas e nel 1955, con Enrique Morea.